# Bundeswehr-Dienstleistungszentrum
Ein Bundeswehr-Dienstleistungszentrum (BwDLZ), bis Ende 2006 Standortverwaltung (StOV), ist eine Ortsbehörde (untere Bundesbehörde), die dem Bundesamt für Infrastruktur, Umweltschutz und Dienstleistungen der Bundeswehr nachgeordnet ist und zum Geschäftsbereich des Bundesministeriums der Verteidigung gehört. Die derzeit 42 Bundeswehr-Dienstleistungszentren mit zahlreichen Außenstellen („Standortservice“) sind im gesamten Bundesgebiet verteilt.

## Aufgaben
Das Bundeswehr-Dienstleistungszentrum ist für die unmittelbare Betreuung und Versorgung der Streitkräfte und ziviler Dienststellen mehrerer Standorte der Bundeswehr in personeller, finanzieller und materieller Hinsicht zuständig.
Die Aufgaben des Bundeswehr-Dienstleistungszentrums umfassen unter anderem:
- die Einstellung, Personalführung und Betreuung der zivilen Arbeitnehmer und Auszubildenden des Standortbereiches,
- die Sozialberatung und die Sozialarbeit (Sozialdienst der Bundeswehr),
- die Beschaffung von Verbrauchs- und Gebrauchsgütern für die Streitkräfte,
- die Vergabe von Aufträgen (Dienst- und Sachleistungen, z. B. Reparaturaufträge) an die gewerbliche Wirtschaft und insbesondere
- die Bereitstellung, Verwaltung, Pflege und Instandhaltung von Liegenschaften zur Nutzung durch die Streitkräfte oder den Rüstungsbereich (Facilitymanagement),
- die Verantwortung für die Einhaltung von Umweltschutzmaßnahmen auf und in den zur Verwaltung übergebenen Liegenschaften
- die Verantwortung für Arbeitssicherheit und vorbeugendem Brandschutz in den technisch-gewerblichen Gebäuden
- die Truppenverwaltungs-, Rechnungsführer- und Zahlstellenaufgaben sowie
- die Beratung der militärischen Dienststellen in finanziellen und haushaltsrechtlichen Fragen
- die fachpraktische Ausbildung der Beamten des mittleren und gehobenen nichttechnischen Dienstes, sowie die der Verwaltungsfachangestellten und anderen nach dem Berufsbildungsgesetz (BBiG) anerkannten Ausbildungsberufen.

## Organisation
Ein Bundeswehr-Dienstleistungszentrum gliedert sich wie folgt:
- Leitung (Ltg)
  - Stabsstellen/Leitungsebene
    - Arbeitssicherheit (ArbSichh)
    - Controlling/KLR (Contr/KLR)
    - Datenmanagement (DatMgmt)
    - Gleichstellungsbeauftragte
    - Personalrat
    - Vertrauensperson Schwerbehinderte (VertrPerson Schwb)

  - Personalmanagement (PM), Verantwortungsbereich Pers; treuhänderisch verwaltet durch IUD
    - Personal- und Tarifangelegenheiten
    - Sozialdienst
    - Aus- und Fortbildung
    - Wohnungsfürsorge

  - Finanzen/Interne Dienste (FD)
    - HH-/Kassen-/Rechnungswesen
      - Beauftragter für den Haushalt (Teile im Standortservice)
      - Zentrale Rechnungsbearbeitung
      - Zahlstelle

    - Interne Dienste
      - Innere Dienste
      - Flottenmanagement
      - Wehrsold und Verpflegungsgeld (Rechnungsführer)

    - Dienstleistung ID BMVg (nur BwDLZ Bonn und Berlin)

  - Facility Management (FM)
    - Objektmanagement (Teile im Standortservice)
    - Zentralangelegenheiten Facility Management
      - Kaufmännisches/Infrastrukturelles Gebäudemanagement
      - Liegenschaftsmaterialverwaltung
      - Beschaffung

    - Materialumschlagszentrum (nicht bei allen BwDLZ)
    - Bekleidung (Verantwortungsbereich AIN; treuhänderisch verwaltet durch IUD)
    - Technisches Gebäudemanagement (Teile im Standortservice)
    - Geländebetreuungsdienst (nicht in allen BwDLZ; Teile im Standortservice)
    - Umweltschutz und Abfallwirtschaft

  - Servicebereich Bw(Z)Krhs (nur BwDLZ Berlin, Hamburg, Koblenz, Oldenburg und Ulm)
  - Truppenküchen (fachliche Führungs- und Steuerungsverantwortung liegt beim VpflA Bw)
  - Servicecenter Zielbau der Bundeswehr (SCZBw; nur BwDLZ Torgelow)

### Standortservice
Die Bundeswehrdienstleistungszentren können ein oder mehrere, Standortservice genannte Außenstellen haben, um die Betreuung von Bundeswehrliegenschaften und -dienststellen vor Ort sicherzustellen. In diesen können sich folgende Bereiche befinden:
- Beauftragter für den Haushalt
- Objektmanagement
- Technisches Gebäudemanagement
- Geländebetreuungsdienst

## Geschichte
Bis zum 31. Dezember 2006 hießen die Bundeswehr-Dienstleistungszentren „Standortverwaltungen“. Diese waren Ortsbehörden der Territorialen Wehrverwaltung der Bundeswehr und den Wehrbereichsverwaltungen (Mittelbehörden) nachgeordnet. Die Standortverwaltungen waren für die unmittelbare Betreuung und Versorgung der Streitkräfte und ziviler Dienststellen eines oder mehrerer Standorte der Bundeswehr in personeller und materieller Hinsicht zuständig.
Seit Januar 2007 wurden die ehemaligen Standortverwaltungen (StOV) in Bundeswehr-Dienstleistungszentren umgewandelt. Dabei wurden die Aufgaben der Standortverwaltung und Truppenverwaltungen in zwei organisatorischen Schritten in einer Dienststelle zusammengeführt. Die Truppenverwaltungen wurden aus der jeweiligen militärischen Dienststelle herausgelöst, der Leiter Truppenverwaltung untersteht nun nicht mehr dem Kommandeur des Wirtschaftstruppenteils direkt. Die letzte Standortverwaltung (Roth) wurde im August 2007 umgewandelt. Hintergrund der Veränderung war der Abbau an Zivilpersonal der Bundeswehr (von über 100.000 Personen Mitte 2007 auf geplante 75.000 für Ende 2010). Zudem hatten die ehemaligen Standortverwaltungen wichtige Aufgaben verloren (z. B. durch Privatisierung im Bekleidungswesen, massive Umstrukturierungen im Verpflegungsbereich).
Die Truppenverwaltungen, die sich direkt am Sitz des Bundeswehr-Dienstleistungszentrums oder in dessen unmittelbarer Nähe befanden, wurden beginnend ab dem 1. Mai 2007 unmittelbar in das Bundeswehr-Dienstleistungszentrum (Bereich Finanzen) integriert. Die vom Bundeswehr-Dienstleistungszentrum weiter entfernten Truppenverwaltungen bilden nun mit den Bezirksverwaltungen (Objektmanagement) als sogenannte „Standortservices“ Außenstellen der Bundeswehr-Dienstleistungszentren. Allerdings verblieben im Bekleidungsbereich noch Restaufgaben bei den Bundeswehr-Dienstleistungszentren. Eine Privatisierung des Verpflegungsbereichs durch Catering ist 2007 durch Kündigung des Vertrages mit dem Dienstleistungsunternehmen Dussmann gescheitert.